# 男コピーライター、育休をとる。
『男コピーライター、育休をとる。』（おとこコピーライター いくきゅうをとる）は、現役コピーライターで会社員の魚返洋平による育休体験エッセイ、およびそれを原作とするテレビドラマ。「ウェブ電通報」に連載されていたコラムを大幅加筆した上で、2019年1月25日に大和書房から刊行された。
日本における男性による育児休暇取得が一般的ではない中で、コピーライターである著者の魚返が育休取得までの道のりや育休中の生活、さらに育休を終えた後の職場復帰に関する問題などを軽やかな文体で綴ったエッセイである。

## 収録作品
1. 育休を開業しよう
2. おっぱい、ウンチ、そして育休
3. 育休への道
4. 乳母車で街に出る
5. わが家の保活体験記
6. 5つの育休Q&A
7. 育休の終わり、すべての始まり
8. 「イクメン」にはうんざりだけど
9. 育休から戻ってみたら（前篇）
10. 育休から戻ってみたら（後篇）
11. 隠れ子ども嫌い
12. 続・わが家の保活体験記
13. デイアンドハーフの育児休暇

## 書誌情報
- 魚返洋平 『男コピーライター、育休をとる。』、大和書房、2019年1月25日発売、ISBN 978-4-479-39318-4[1][2]

## テレビドラマ
同名エッセイを原作として、2021年7月9日から8月13日まで毎週金曜 23時00分 - にWOWOWプライムで放送。全6回。主演は瀬戸康史。第1話の放送終了後にWOWOWオンデマンドで全12話が配信、および同年6月25日に第1話・第2話が先行配信された。
本作では原作を基に、広告代理店に勤務する男性コピーライターが男性の育児休暇が一般的ではない日本社会において、保活、パパ友づくり、育児分担など様々な難題に直面しながらも懸命に奮闘する姿を描く。

### キャスト
魚返洋介
演 - 瀬戸康史
広告代理店に勤務するコピーライター。
魚返愛子
演 - 瀧内公美
洋介の妻。
蒲池優・カマチ
演 - 赤ペン瀧川
魚返の同期。
今泉真理子
演 - 福地桃子
新入社員。
梶原達也
演 - 少路勇介
アートディレクター。
愛子の母
演 - 角南範子
阿部千尋
演 - 川面千晶
千木良英樹
演 - 池田成志
営業部長。
浜崎大介
演 - 村上淳
魚返の上司。

### スタッフ
- 原作 - 魚返洋平 『男コピーライター、育休をとる。』（大和書房刊）
- 脚本 - 細川徹[3][4]
- 監督 - 山口淳太（ヨーロッパ企画）[3][4]
- 音楽 - 都筑孝
- プロデューサー - 井口正俊、中澤翔太
- 制作協力 - 東北新社
- 製作著作 - WOWOW

### 放送日程
| 各回   | 放送日  | 各話   | サブタイトル               |
| ------ | ------- | ------ | -------------------------- |
| 第1回  | 7月09日 | 第1話  | 会社を半年、休んでみます   |
| 第1回  | 7月09日 | 第2話  | 育休への道                 |
| 第2回  | 7月16日 | 第3話  | 出産は別れでもあった       |
| 第2回  | 7月16日 | 第4話  | おっぱい、うんち、育休と私 |
| 第3回  | 7月23日 | 第5話  | ラーメン食べたい           |
| 第3回  | 7月23日 | 第6話  | 乳母車で街へ出る           |
| 第4回  | 7月30日 | 第7話  | パパ友がほしい             |
| 第4回  | 7月30日 | 第8話  | 映画は映画館で             |
| 第5回  | 8月06日 | 第9話  | 魚返家の保活 ～前編～      |
| 第5回  | 8月06日 | 第10話 | 魚返家の保活 ～後編～      |
| 最終回 | 8月13日 | 第11話 | 育休から戻ってみたら       |
| 最終回 | 8月13日 | 最終話 | 育児休暇                   |